# Leonida Frascarelli
Leonida Frascarelli (Roma, 21 de febrer de 1906 – Roma, 18 de juny de 1991) va ser un ciclista italià, que fou professional entre 1925 i 1934.
Considerat com un dels millors ciclistes del centre d'Itàlia dels anys 20 i 30, en el seu palmarès destaquen dues edicions del Giro de Campània, una del Giro de Toscana i dues etapes al Giro d'Itàlia de 1930. L'any anterior, el 1929,fou tercer de la classificació final del Giro.

## Palmarès
- 1926
  - 1r al Giro de Campània
- 1928
  - 1r al Giro dell'Umbria
- 1929
  - 1r al Giro de Campània i vencedor de 2 etapes
  - 1r al Giro de Toscana
- 1930
  - Vencedor de 2 etapes del Giro d'Itàlia

### Resultats al Giro d'Itàlia
- 1929. 3r de la classificació general
- 1930. 18è de la classificació general. Vencedor de 2 etapes

### Resultats al Tour de França
- 1930. Abandona (7a etapa)